# The Travels
The Travels es el quinto álbum de estudio de la artista sueca de synth-pop Molly Nilsson, editado el 21 de junio de 2013. Fue el primero de sus álbumes en ser coeditado por Night School Records además de su propio sello Dark Skies Association.

## Lanzamiento
The Travels se lanzó en vinilo, CD, cinta de casete y como descarga digital el 21 de junio de 2013. Se celebró una fiesta de lanzamiento del álbum en el club nocturno Berghain el 19 de junio de 2013.

## Crítica
The Travels recibió críticas favorables por parte de la prensa. El crítico Pascal Verloove, en una reseña muy positiva para la revista Peek-a-boo, calificó el álbum de "hermoso" y elogió su interacción de la "voz melancólica", las "letras desilusionadas" y los "ritmos pegadizos" de Nilsson. Marlena Julia Dorniak, en una reseña positiva para la revista alemana Éclat Magazin, elogió las letras identificables de Nilsson, su "instrumentación melancólica y simple" y su "voz cautivadora y soñadora". Roberto Rizzo, de la revista italiana OndaRock, calificó a The Travels como un "álbum palpitante y sincero" y nombró a "The Power Ballad" como una canción destacada.
El sitio Self Titledmag ha escrito sobre la narrativa de Nilsson: "(...) es una gran narradora, capaz de infundir una influencia aparentemente aleatoria como Marco Polo con sus propias historias personales y diarios de viaje". Y siguiente que: "Todo lo cual hace que el quinto disco de producción propia de Nilsson sea su esfuerzo más identificable hasta el momento, un LP que mira decididamente hacia adentro mientras nos refleja a todos". Mientras que Luis J. Menéndez de la revista española Mondo Sonoro comparó la voz de Nilsson y su "monotonía expresiva" con la de Nico.

## Lista de canciones
Todas las canciones escritas y compuestas por Molly Nilsson. 
| Lado A |                    |          |  |
| N.º    | Título             | Duración |  |
| 1.     | «Worlds Apart»     |          |  |
| 2.     | «Philadelphia»     |          |  |
| 3.     | «Dirty Fingers»    |          |  |
| 4.     | «The Power Ballad» |          |  |
| 5.     | «Atlantic Tales»   |          |  |
| 6.     | «Omega»            |          |  |

| Lado B |                 |          |  |
| N.º    | Título          | Duración |  |
| 7.     | «Dear Life»     |          |  |
| 8.     | «Going Places»  |          |  |
| 9.     | «City»          |          |  |
| 10.    | «Ten New Lives» |          |  |
| 11.    | «Kumla»         |          |  |
| 12.    | «Out There»     |          |  |

## Créditos
- Molly Nilsson: sintetizadores, voz, composición, arreglos y producción.